# 波列茲涅
47°6′23″N 29°50′18″E / 47.10639°N 29.83833°E
波萊茲內（烏克蘭語：Полезне）是位於烏克蘭西南部的村莊，由敖德萨州羅茲季利納區的大米哈伊利夫卡市鎮負責管轄。該村始建於1900年，面積1.37平方公里，海拔高度41米，2001年人口749，人口密度每平方公里548.32人。